# Carmine Abbagnale
Carmine Abbagnale (ur. 5 stycznia 1962 w Pompejach) – włoski wioślarz, trzykrotny medalista olimpijski i wielokrotny medalista mistrzostw świata.

## Kariera
Wystartował na igrzyskach olimpijskich w Los Angeles w 1984, gdzie Włosi w składzie: Carmine Abbagnale, Giuseppe Abbagnale (jego starszy brat) i Giuseppe Di Capua (sternik) zdobyli złoty medal w dwójkach ze sternikiem. W finale o 5,22 sekundy wyprzedzili osadę Rumunii i o 6,82 sekundy osadę USA. W tym samym składzie Włosi obronili tytuł mistrzowski na rozgrywanych w 1988 igrzyskach olimpijskich w Seulu. Tym razem o 1,84 sekundy pokonali osadę NRD i o 2,16 sekundy osadę Wielkiej Brytanii. Następnie wystąpił na igrzyskach olimpijskich w Barcelonie w 1992, gdzie w tej samej konkurencji zdobył srebro. Wyścigu finałowy Włosi ukończyli o 1,15 sekundy za Brytyjczykami i o 0,60 sekundy przed Rumunami. Brał także udział w igrzyskach olimpijskich w Atlancie cztery lata później, zajmując dziewiąte miejsce w ósemkach.
W swojej koronnej konkurencji zdobywał także złote medale na mistrzostwach świata w Monachium (1981), mistrzostwach świata w Lucernie (1982), mistrzostwach świata w Hazewinkel (1985), mistrzostwach świata w Kopenhadze (1987), mistrzostwach świata w Bledzie (1989), mistrzostwach świata w Tasmanii (1990) i mistrzostwach świata w Wiedniu (1991). We wszystkich tych startach partnerowali mu Giuseppe Abbagnale i Giuseppe Di Capua. Wywalczył również srebrne medale na mistrzostwach świata w Nottingham (1986), mistrzostwach świata w Račicach (1993) i mistrzostwach świata w Indianapolis (1994) oraz brązowy na mistrzostwach świata w Duisburgu (1983).
Ponadto zdobył złoto w dwójkach ze sternikiem na igrzyskach śródziemnomorskich w Atenach (1991) oraz srebro w tej konkurencji na igrzyskach śródziemnomorskich w Roussillon (1993).
W 1993 odznaczony Orderem Zasługi Republiki Włoskiej. W 1997 otrzymał Medal Thomasa Kellera. Ponadto otrzymał złoty medal Włoskiego Komitetu Olimpijskiego.
Po zakończeniu kariery został trenerem.
Jego drugi brat, Agostino Abbagnale, a także bratanek, Vincenzo Abbagnale również byli wioślarzami.